# Contratto (ordinamento italiano)
Il contratto nell'ordinamento giuridico italiano è un istituto giuridico che disciplina l'accordo di due o più parti per costituire, regolare o estinguere tra loro un rapporto giuridico patrimoniale.
La regolamentazione fondamentale è contenuta nel codice civile italiano e dalle successive leggi, anche per specifiche tipologie e materie.

## Descrizione generale
Esso è sia un modo di acquisto di diritti reali sia una fonte di obbligazioni. L'articolo del contratto è 1321 del codice civile italiano.
Si deduce che il contratto è un negozio giuridico, necessariamente bilaterale o plurilaterale, o quantomeno non coincidenti, ed avente di volta in volta la funzione di costituire (nel senso di incidere sulla situazione e sugli interessi delle parti introducendo un nuovo rapporto), regolare (cioè apportare una qualsiasi modifica ad un rapporto già esistente) o estinguere (nel senso di porre fine a un rapporto preesistente) un rapporto giuridico patrimoniale.
Il negozio in genere, invece, può anche essere unilaterale (ad esempio il testamento), o non avere contenuto patrimoniale (ad esempio il matrimonio).

## Classificazione
I contratti possono essere classificati secondo varie categorie. Si distinguono:
- contratti tipici e contratti atipici: a seconda che le parti abbiano deciso di utilizzare uno schema negoziale già previsto dal legislatore o se, invece, abbiano deciso di costruire uno schema negoziale nuovo, purché sia diretto a realizzare "interessi meritevoli di tutela" secondo l'ordinamento giuridico;
- contratti ad effetti reali/a efficacia reale e contratti ad effetti obbligatori/a efficacia obbligatoria: a seconda che trasferiscano la proprietà di una cosa determinata, diritti reali o altri diritti con il semplice consenso legittimamente manifestato o se, invece, creino solo obbligazioni;
- contratti consensuali e contratti reali: a seconda che si concludano con il semplice consenso manifestato o se, invece, necessitino della consegna materiale della cosa al fine della valida stipulazione;
- contratti con prestazioni a carico di una sola parte o contratti unilaterali e contratti a prestazioni corrispettive: i primi prevedono che solo una delle parti del rapporto debba dare, fare o non fare qualcosa, laddove i secondi prevedono uno scambio di prestazioni (questi ultimi vengono anche detti "sinallagmatici", dal nome dello scambio corrispettivo, il cosiddetto sinallagma) ;
- contratti a titolo oneroso, contratti a titolo gratuito: i primi sono contratti che prevedono un sacrificio patrimoniale in cambio di un acquisto, i secondi vedono un acquisto patrimoniale senza sacrificio;
- contratti associativi e contratti di scambio: i primi vedono tutte le parti del contratto concordi al fine di realizzare un interesse comune (ad es. contratto di società), i secondi vedono le parti in conflitto di interessi, volendo ciascuna di esse massimizzare la propria utilità ritraibile dalla pattuizione (ad es. compravendita) ;
- contratti solenni/formali e contratti a forma libera: a seconda che sia stata espressamente prevista una forma specifica per la loro stipulazione o meno;
- in relazione al rapporto tra prestazione e controprestazione abbiamo: contratti commutativi (quando vi è corrispondenza fra le singole prestazioni e anche fra i corrispettivi valori economici), contratti aleatori (se vi è un'incertezza in una prestazione o in entrambe le prestazioni; esempi di tali situazioni sono rispettivamente l'assicurazione e la scommessa)[1];
- infine, a seconda del modo in cui gli effetti contrattuali si sviluppano nel tempo, i contratti possono essere classifica in  contratti di durata e contratti istantanei .In particolare i primi sono, a loro volta, distinguibili in: contratti ad esecuzione periodica (nei quali le prestazioni vengono eseguite a intervalli periodici) e contratti ad esecuzione continuata (nei quali le prestazioni si realizzano in modo permanente e non frazionato). I secondi invece, suggerisce l'esaurire degli effetti contrattuali in modo veloce, quando l'esecuzione è avvenuta sia alla conclusione del contratto (esecuzione immediata ) sia in un momento successivo(esecuzione differita)[2].

## Caratteristiche
Tale negozio deve contenere alcuni elementi essenziali; può inoltre contenere alcuni elementi accessori detti accidentali.

### Elementi essenziali
Il contratto scaturisce dallo scambio del consenso: due o più persone si accordano sul contenuto del contratto che debbono concludere e si impegnano a vicenda.
Il rapporto giuridico su cui verte l'accordo delle parti non può che essere un bene in senso ampio suscettibile di valutazione economica.
I requisiti essenziali del contratto elencati all'articolo 1325 del c.c.
Sono:
- l'accordo delle parti (o consenso): l'incontro delle volontà delle parti; può essere espresso o tacito
- la causa: la funzione economico-sociale del contratto, così definita dalla relazione di accompagnamento al Codice Civile;
- l'oggetto: la prestazione che una parte ha l'obbligo di eseguire in favore dell'altra o il diritto che viene trasferito dal contratto; dev'essere possibile (quando è un qualcosa che esiste o può venire ad esistenza), lecito (quando non è contrario a norme imperative, all'ordine pubblico ed al buon costume), determinato o determinabile (quando viene determinata quantità e qualità)
- la forma: il modo in cui si manifesta la volontà; nel nostro ordinamento vige il principio di libertà della forma, ma in alcuni casi può essere richiesta una forma determinata affinché il contratto sia valido (es. la forma scritta per i contratti immobiliari).

La mancanza anche di uno solo di questi requisiti genera nullità del contratto (art. 1418)

### Elementi accidentali
All'interno di un contratto possono essere previsti degli elementi non essenziali, ma che hanno comunque la funzione di rispondere a specifiche esigenze della vita di scambio, i più diffusi sono disciplinati dagli artt. 633 ss. e 1353 ss. del Codice Civile e sono:
- la condizione: può essere definita come un avvenimento futuro e incerto dal quale dipende il prodursi degli effetti del contratto o di un suo singolo patto, ovvero l'eliminazione degli effetti già prodotti.
- il termine: può essere definito come l'evento futuro e certo dal quale si producono gli effetti del contratto
- il modo o onere; è una clausola accessoria che si appone solo agli atti di liberalità (istituzione di erede, legato, donazione) allo scopo di limitarne gli effetti.
- la clausola penale (artt. 1382-1384)
- la caparra (o, nel contratto di locazione, "deposito cauzionale", artt. 1385 e 1386)

Rientrano inoltre fra gli elementi accidentali del contratto tutte quelle clausole che le parti decidono di apporvi allo scopo di precisarne o modificarne il contenuto.

### La formazione
Il contratto si forma attraverso:
- lo scambio di una proposta e di una accettazione
- la redazione comune del testo negoziale seguita dal consenso delle parti (dichiarazioni congiunte e simultanee)
- l'inoltro di un ordine (form) con avviso di ricezione automatica è fenomeno proprio della contrattazione on line, cosiddetto Contratto telematico.

La proposta è l'atto con il quale una parte prospetta all'altra il contenuto del contratto. L'accettazione esprime la volontà di vincolarsi al contenuto della proposta. Il contratto si considera concluso quando il proponente viene a conoscenza dell'accettazione dell'altra parte.
L'articolo 1335 statuisce che la conoscenza si presume nel momento in cui la dichiarazione giunge all'indirizzo del destinatario, ossia del proponente. Essa è accertabile con una raccomandata con ricevuta di ritorno.

### Efficacia
L'articolo 1372 del codice civile italiano tratta dell'efficacia dei contratti, stabilendo che:
Il contratto non produce effetto rispetto ai terzi che nei casi previsti dalla legge.»
Il contratto è contemporaneamente un atto giuridico (crea un rapporto) e un regolamento (disciplina il rapporto).
Ove vi fossero dei conflitti da dirimere nascenti dall'ipotesi in cui vi siano una pluralità di aventi causa dallo stesso autore tra cui sia sorto un conflitto, questi si risolve ricorrendo a criteri espressamente stabiliti a seconda che si tratti di un acquisto di un diritto:
- immobiliare (primo che ha trascritto l'atto);
- mobile (che ha ricevuto il possesso in buona fede);
- credito (chi primo ha notificato la cessione al debitore);
- personale di godimento (chi lo ha conseguito per primo).

Ove questi criteri non siano applicabili la regola è quella della priorità nella conclusione del contratto. Alcune volte il contenuto volontario dell'atto può essere integrato da alcune clausole consuetudinarie inserite perché ad esempio tipiche di determinati mercati (integrazione del contenuto negoziale); tale integrazione può essere riferita anche agli effetti del contratto principalmente per volontà delle parti ma qualora questi non vi abbiano provveduto si ricorre alla legge, anche quest'ultima sia lacunosa si ricorre agli usi od infine al criterio dell'equità.
Il contratto non produce effetto rispetto ai terzi che nei casi previsti dalla legge come previsto. Ad esempio: all'articolo 1401 c.c. "Riserva di nomina del contraente" ove è previsto che "nel momento della conclusione del contratto (articolo 1326 c.c) una parte può riservarsi la facoltà di nominare successivamente la persona che deve acquistare i diritti e assumere gli obblighi nascenti dal contratto stesso."
L'espressione “il contratto ha forza di legge tra le parti” significa che le parti non possono sottrarsi al dovere di osservare il contratto, secondo il tenore di esso nel suo complesso e nelle sue singole parti. Chi tra i contraenti risulta inadempiente ne sopporta la responsabilità. Il vincolo contrattuale resta in vita per tutto il tempo del contratto. Il contratto produce effetti grazie al consenso prestato dalle parti. Se il contratto è annullato, rescisso o risolto, perde la sua efficacia. Il contratto nullo non produce effetti fra le parti e nei confronti dei terzi. Il contratto annullabile produce effetti fino a quando la parte debole (contraente) non richiede esplicitamente al giudice l'annullabilità del contratto. La nullità è imprescrittibile mentre l'annullabilità cade in prescrizione dopo un periodo di 5 anni.

## Le vicende

### La cessione
È il negozio che realizza il mutamento di una delle parti del contratto attraverso il trasferimento dell'intera posizione giuridica negoziale in favore del terzo acquirente.
Il consenso, se accettato alla cessione, può essere dato preventivamente, nell'ambito della stipulazione del contratto originario, oppure successivamente, mediante approvazione del contratto di cessione, può essere comunicato al terzo contraente ceduto.

### Esecuzione
Il contratto deve essere eseguito secondo buona fede. L'invalidità riguarda il contratto come atto, mentre la risoluzione opera direttamente sul rapporto contrattuale. L'invalidità, infatti, sussiste quando sono presenti difetti originari nel contratto che lo viziano. Il contratto che può essere risolto, invece, è nato completamente valido: solo successivamente, sono sopravvenute delle situazioni per cui il contratto si è inserito in un contesto molto diverso rispetto a quello in cui è nato.
Una delle due parti può chiedere la risoluzione. La legge definisce tassativamente i casi in cui questo può avvenire: per inadempimento dell'altra parte (in questo caso si può comunque intervenire anche con un'eccezione sospensiva o chiedendo l'adempimento), per eccessiva onerosità sopravvenuta e per impossibilità sopravvenuta della prestazione.

### La risoluzione
La risoluzione è un istituto che scioglie il vincolo contrattuale, disciplinato dall'art. 1453 e seguenti del codice civile italiano.